# Noturus gilberti
Noturus gilberti es una especie de peces de la familia Ictaluridae en el orden de los Siluriformes.

## Morfología
• Los machos pueden llegar alcanzar los 10 cm de longitud total.

## Distribución geográfica
Se encuentran en Norteamérica: Virginia y Carolina del Norte (Estados Unidos ).